# فاسيل دوردينتس
فاسيلي فاسيليفيتش دوردينتس، (بالأوكرانية: Васи́ль Васи́льович Дурдине́ць)‏ (من مواليد 27 سبتمبر 1937 ، الجمهورية التشيكوسلوفاكية الأولى) سياسي أوكراني، رئيس وزراء أوكرانيا من 2 يوليو 1997 حتى 30 يوليو 1997 والنائب الأول لرئيس البرلمان الأوكراني منذ 29 يناير 1992 حتى 10 مايو 1994. مستشار وزير الداخلية في أوكرانيا